# Роули, Джозайя
сэр Джозайя Роули, 1-й баронет (англ. Sir Josias Rowley, 1st Baronet; 1765[…], Ирландия — 10 января 1842, Великобритания) — британский вице-адмирал.

## Биография
Роули родился в 1765 году и был вторым сыном Клотуорти Роули и его жены Летиции, урожденной Кэмпбелл из Маунт-Кэмпбелла, Драмсна, графство Литрим на западе Ирландии. Его отец был барристером и членом парламента от Даунпатрика в парламенте Ирландии. Его дед по отцовской линии, сэр Уильям Роули, также был адмиралом.  
Джозайя поступил в королевский флот 13-летним подростком в 1778 году и первоначально плавал на корабле «Саффолк» в Вест-Индии. 
Став капитаном в 1795 году, в возрасте 30 лет, Роули командовал 40-пушечным кораблём «Braave» (40 орудий) на мысе Доброй Надежды, а затем  38-пушечным кораблем «Impérieuse» в Ост-Индии. В 1798 году он стал членом ирландского парламента  от Даунпатрика.
В 1808 году Роули стал главнокомандующим британской военно-морской базы «Мыс Доброй Надежды».  В 1809 году, в качестве командира небольшой эскадры, он успешно совершил набег на французский остров Реюньон.
В марте 1810 года Роули, находясь во главе эскадры и держа свой флаг на 38-пушечном корабле «Boadicea», осуществил перевозку десанта, захватившего остров.  
Тем временем силы под командованием коммандера Самуэля Пима атаковали Маврикий, но были разбиты в битве при Гранд-Порте. Британский корабль «Africaine» был захвачен французскими фрегатами «Ифигения» и «Астрея», однако Роули в тот же день отбил его обратно. Затем Роули участвовал под командованием адмирала Альбемарля Берти в высадке британского десанта, после которой французский гарнизон Маврикия капитулировал.
Затем Роули получил под своё командование  74-пушечный линейный корабль «Америка» в Средиземном море.  В декабре 1813 года он был возведён в достоинство баронета, в 1814 был произведен в контр-адмиралы а в 1815 году награжден орденом. 
Летом 1815 года, в возрасте 50 лет, Роули на своем флагманском корабле «Неприступный» (98 орудий) в составе эскадры под командованием лорда Эксмута снова отправился в Средиземное море.  В 1818 году он был назначен главнокомандующим военно-морской базы Корк. В 1821 году он  был избран в парламент от Кинсэйла, в графстве Корк. В 1825 году был произведён в вице-адмиралы а в 1833 году назначен главнокомандующим британским Средиземноморским флотом. 
Вице-адмирал Джозайя Роули скончался в возрасте около 76 лет 10 января 1842 года в своём наследственном поместье Маунт-Кэмпбелл. Он был похоронен в соседней приходской церкви. Он не был женат и не имел наследника. Его пережили двое младших братьев, один из которых также был адмиралом, тогда как второй — духовным лицом. 
В литературе 
События битвы за Маврикий и Реюньон 1809-1810 годов были использованы британским писателем Патриком О’Браеном для одной из книг о капитане Джеке Обри (четвёртой в серии), причём вымышленный капитан Джек Обри фактически занял в книге место реального Роули.